# Castello di Bolgheri

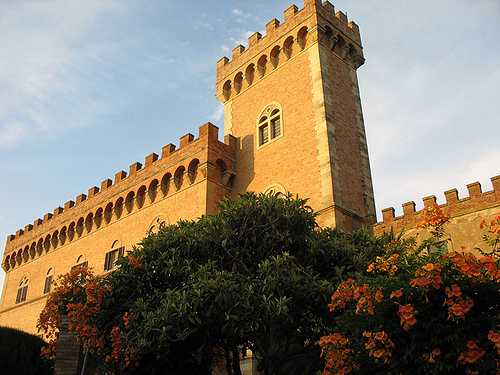
Scorcio del Castello di Bolgheri

Il castello di Bolgheri è un imponente maniero che si innalza scenograficamente al termine del celebre viale dei Cipressi, nel comune di Castagneto Carducci, in provincia di Livorno.

## Storia
Di origine medioevale, sin dal XIII secolo fu proprietà della famiglia Della Gherardesca.
Nel 1895, su disegno di Tito Bellini, la facciata fu ristrutturata in stile con la realizzazione della torre merlata in corrispondenza dell'ingresso al paese di Bolgheri.
Dalla contessa Alessandra della Gherardesca è passato alla figlia, contessa Franca Spalletti Trivelli, e successivamente ereditato dalla nipote.

## Descrizione
Il castello di Bolgheri è costituito da diversi corpi di fabbrica che si snodano attorno al nucleo originario del villaggio, nei pressi dell'antica chiesa dei Santi Giacomo e Cristoforo.
L'elemento di maggior impatto è la torre, a pianta rettangolare, caratterizzata da un arco a sesto acuto che dà accesso al borgo; al di sopra è posto lo stemma della famiglia Della Gherardesca, mentre più in alto si aprono due finestre a bifora sovrapposte.
Completamente rivestito in mattoni rossi, il prospetto del castello è definito dalla successione di analoghe bifore e monofore su due ordini ed è delimitato alla sommità da una fascia merlata su archetti impostati su beccatelli.
L'interno è adibito ad abitazione e non è visitabile.

## Altre immagini

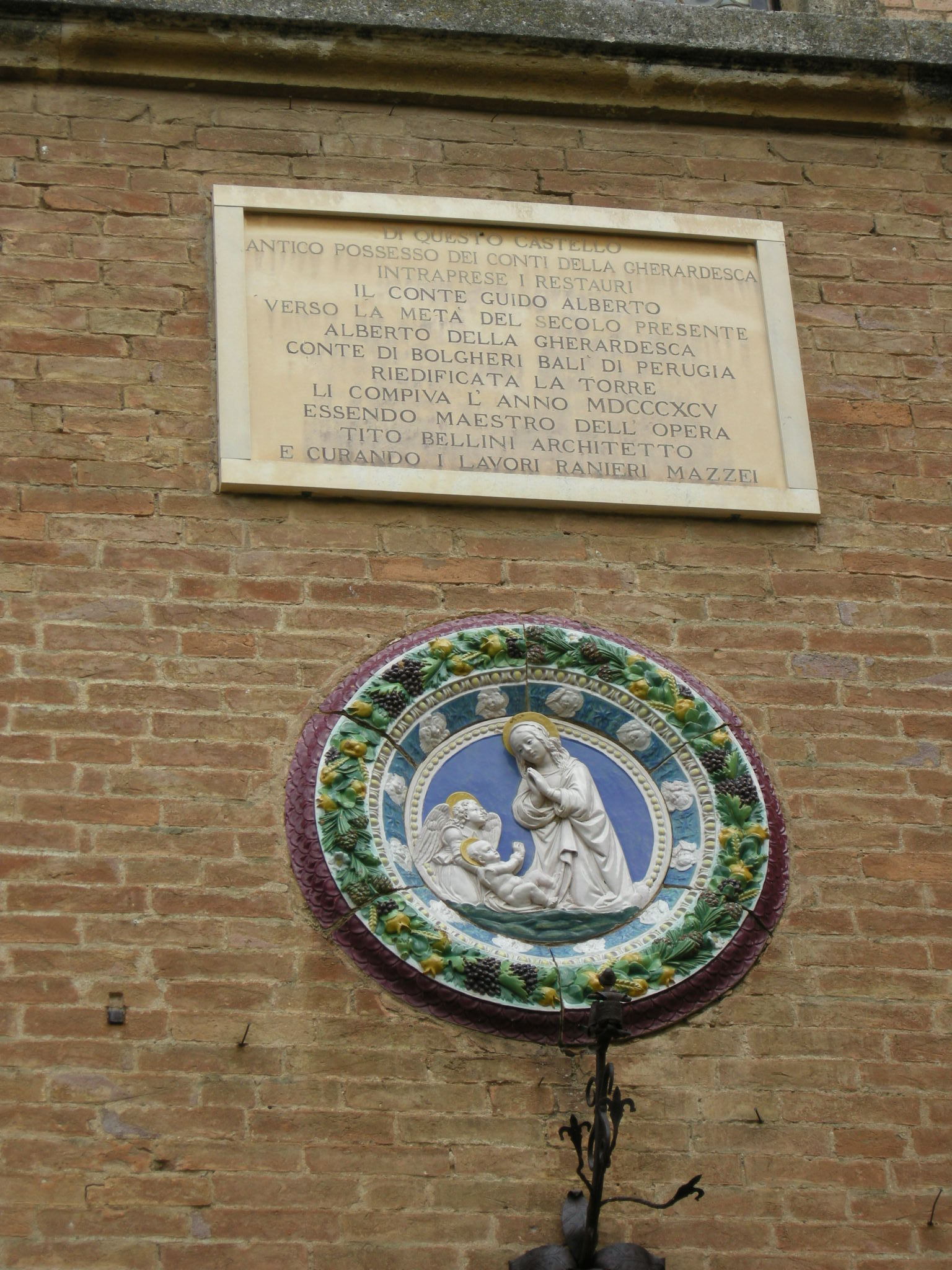
Targa e robbiana
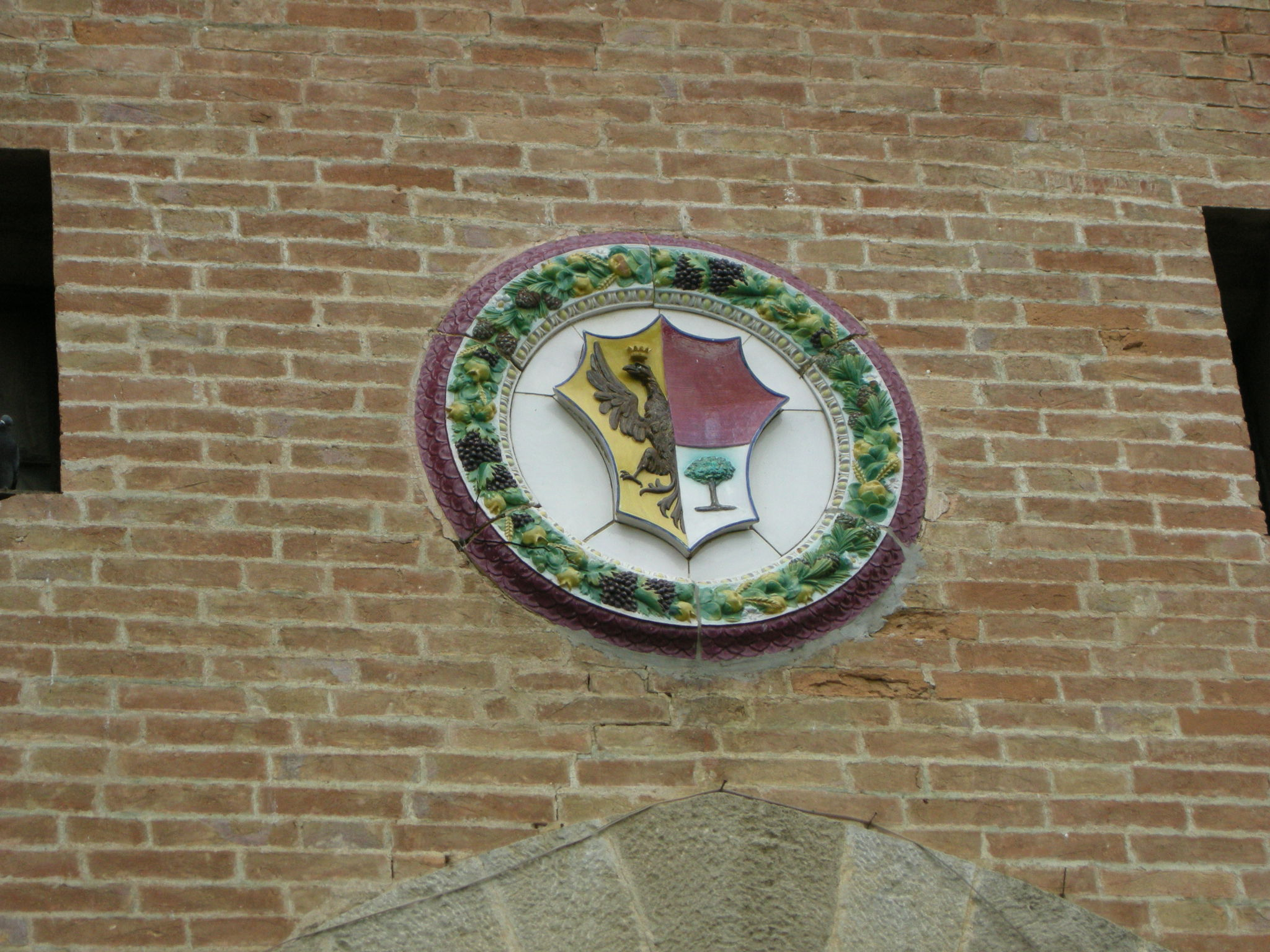
Stemma della Gherardesca